# أولمبياد الشطرنج ال44
أولمبياد الشطرنج ال44 (بالإنجليزية: 44th Chess Olympiad) هي بطولة للشطرنج أُقيمت في تشيناي، الهند، في الفترة من 28 يوليو إلى 9 أغسطس 2022. نظمها الاتحاد الدولي للشطرنج (FIDE) بعد نسخة أولمبياد الشطرنج ال43، وتألفت من البطولات المفتوحة والمسابقات النسائية، بالإضافة إلى الأحداث ذات الصلة المصممة للترويج للعبة الشطرنج.